# Carl Krebs (Turner)
Carl Immanuel Krebs (* 11. Februar 1889 in Aarhus; † 15. Mai 1971 in Slagelse) war ein dänischer Arzt und Turner.

## Werdegang
Carl Krebs schloss 1907 seine Schullaufbahn an der Metropolitanskolen ab und erhielt 1913 den cand. med. Er diente während des Ersten Weltkriegs bei der königlichen Leibgarde des dänischen Heeres, wo er 1915 den Rang eines Leutnants innehatte. Von 1918 bis 1919 war er Vertreter des Dänischen Roten Kreuzes in Russland. Krebs absolvierte mehrere Expeditionen, darunter mit dem dänischen Sanitätsdienst im Polnisch-Sowjetischen Krieg. Seine längste Expedition führte ihn in die Mongolei, wo er seine zweite Ehefrau heiratete und bis 1937 blieb. Nach kürzeren Tätigkeiten in einem dänischen Militärkrankenhaus 1938 und im St.-Josephs-Krankenhaus in Aarhus 1939 ging er wieder ins Ausland.
Nachdem seine Frau gestorben war, trat er dem dänischen Sanitätsdienst in Finnland bei, in dessen Armee er während des Zweiten Weltkriegs von 1939 bis 1942 diente. Von 1943 bis 1944 arbeitete er als Arzt in Kopenhagener Krankenhäusern sowie in Skive, anschließend ging er wegen der Gestapo in den Untergrund. Als Delegierter der amerikanischen Gesandtschaft in Berlin war er 1941 Aufsichtsarzt in deutschen Gefangenenlagern und von Februar bis Mai 1945 der Vertreter des dänischen Außenministeriums bei der Rettungsaktion der Weißen Busse in Deutschland. Anschließend war er von 1945 bis 1949 als Reservearzt am Kreiskrankenhaus in Nykøbing Mors tätig.
Krebs leitete von 1949 bis 1952 die dritte dänische Expedition nach Indien und in den Himalaya. Anschließend war er bis 1959 Chefarzt der Marinestation Grønnedal in Grönland, heute Kangilinnguit. In den 1960er-Jahren unternahm er zwei Ein-Mann-Expeditionen nach Neubritannien und Indonesien.
Seine Eltern waren Generalmajor Frederik Christian Krebs (1855–1930) und Johanne Margrethe Busch († 1911). Die 1921 geschlossene Ehe mit Gerda Valentiner wurde wieder aufgelöst, 1930 heiratete Krebs in der Mongolei die Pastorentochter Jekaterina Skoserewa (1906–1938). Seine dritte Heirat erfolgte mit Elly Asta Wever-Hansen.

## Erfolge im Turnen
Krebs, der für den Kopenhagener Verein AS turnte, nahm 1912 an den Olympischen Spielen in Stockholm teil. Bei diesen gehörte er zur dänischen Turnriege im Wettbewerb, der nach dem sogenannten freien System ausgetragen wurde. Dabei traten insgesamt fünf Mannschaften an, die aus 16 bis 40 Turnern bestehen und während des einstündigen Wettkampfs gleichzeitig antreten mussten. Es wurden die Ausführungen der geturnten Übungen an den Geräten bewertet, aber auch der Einmarsch zu Beginn und der Ausmarsch am Ende. Das Gesamtergebnis war ein Durchschnittswert der fünf Kampfrichterwertungen. Neben den Dänen traten auch Turnriegen aus Norwegen, Finnland, dem Deutschen Reich und Luxemburg an. Mit 114,25 Punkten setzten sich die Norweger gegen ihre Konkurrenten durch: Die Finnen erzielten 109,25 Punkte und belegten damit vor den drittplatzierten Dänen mit 106,25 Punkten den zweiten Platz.
Krebs gewann zusammen mit Axel Andersen, Hjalmart Andersen, Halvor Birch, Wilhelm Grimmelmann, Arvor Hansen, Christian Hansen, Marius Hansen, Charles Jensen, Hjalmar Johansen, Poul Preben Jørgensen, Vigo Meulengracht Madsen, Lukas Nielsen, Rikard Nordstrøm, Steen Olsen, Oluf Olsson, Carl Pedersen, Kristian Pedersen, Niels Petersen und Christian Svendsen die Bronzemedaille.